# Carapito
Carapito  è una freguesia che si trova nel comune di Aguiar da Beira  nel Distretto di Guarda della Regione Beira Alta, in Portogallo.

## Geografia

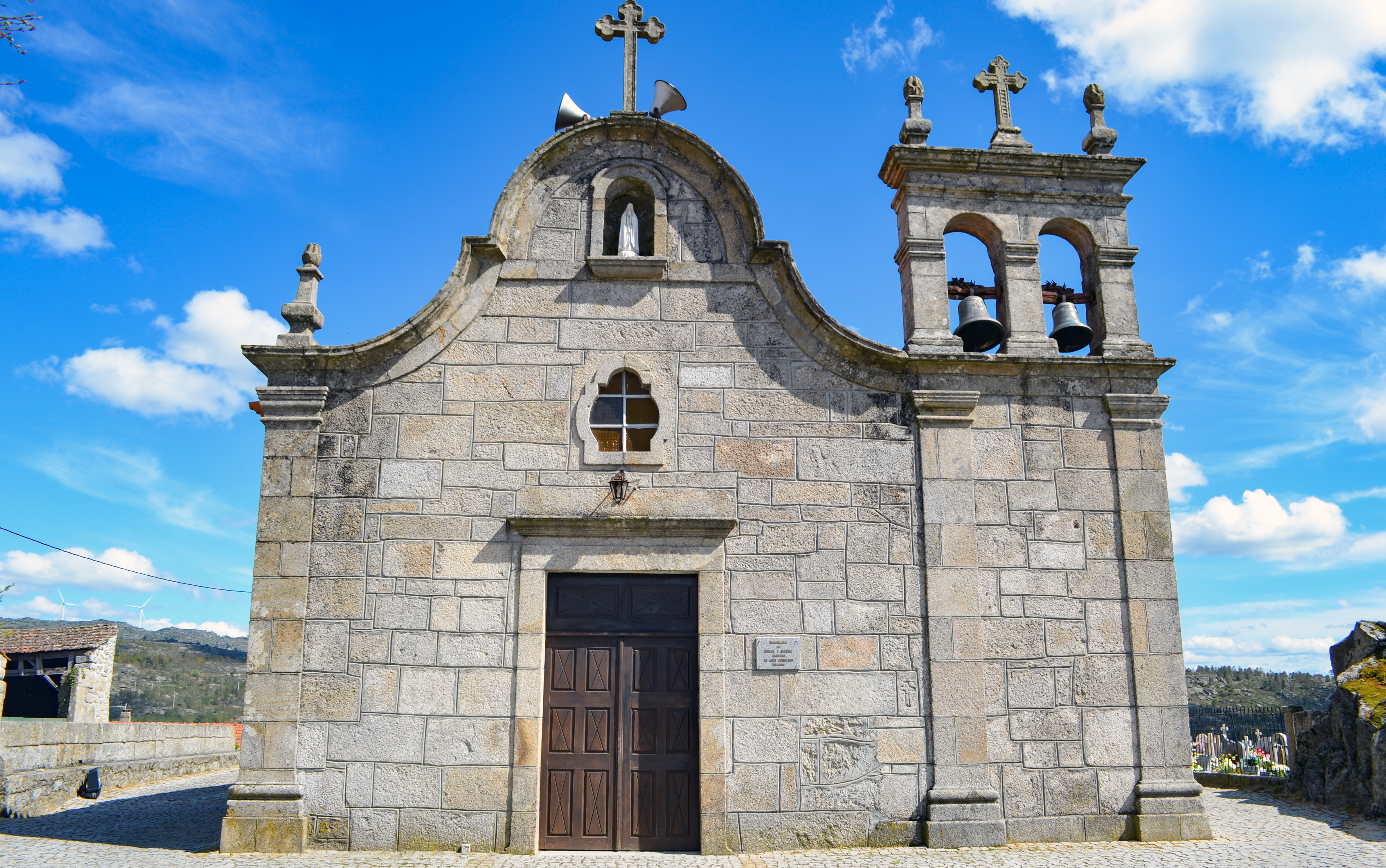
Chiesa parrocchiale di Carapito

La freguesia si trova nella parte più orientale del comune ed è compresa nella sottoregione Viseu Dão-Lafões e nella diocesi di Viseu.

## Storia
La prima citazione ufficiale del centro abitato risale al 1258, quando fu registrata la parrocchia di Santa Maria de Carapito e l'area venne dichiarata proprietà di nobili cavalieri.

## Monumenti e luoghi d'interesse

### Architetture religiose
- Chiesa parrocchiale
- Cappella di San Sebastiano
- Cappella di Nostra Signora del Rosario
- Cappella di Santo António
- Cappella di Santa Croce

### Architetture civili
- Acquedotto Boiças

### Aree naturali e di interesse storico
- Dolmen di Carapito I. Prova che la regione era abitata migliaia di anni fa.
- Serra do Pisco o Serra de Almançor. Catena montuosa vicino a Carapito.